# Platyrhynque brun
Cnipodectes subbrunneus
Ne doit pas être confondu avec Tyranneau à front brun ou Tyranneau à tête brune.
Espèce
Synonymes
- Cyclorhynchus subbrunneus[1],[2]

Statut de conservation UICN

 LC  : Préoccupation mineure
Le Platyrhynque brun (Cnipodectes subbrunneus), aussi appelé Bec-plat brun ou Tyranneau brun, est une espèce de passereau de la famille des Tyrannidae.

## Sous-espèces
Cet oiseau est représenté par trois sous-espèces :
- Cnipodectes subbrunneus subbrunneus (Sclater, 1860) : en plaine, de l'est du Panama à l'ouest de la Colombie et de l'Équateur ;
- Cnipodectes subbrunneus minor Sclater, 1884 : du sud-est de la Colombie à l'est de l'Équateur et du Pérou, au nord-ouest de la Bolivie et à l'ouest du Brésil (Amazonas) ;
- Cnipodectes subbrunneus panamensis Zimmer, 1939[Note 1],[1],[2].